# Угринів (Івано-Франківський район)
Угри́нів — селище міського типу, центр Угринівської сільської громади Івано-Франківського району Івано-Франківської області.

## Історія
Дослідники вважають, що поселення з назвою Угринів виникло в проміжку між 1212 і 1237 роками, і виникло як південний форпост столичного Галича. Можливо, тут у ті роки перебував військовий загін, очолюваний угрином (родом з Угорщини), що прийшов з юним Данилом Галицьким допомогти відвоювати йому батьківські землі — Галицьке і Володимирське князівство. Як відомо, малолітній Данило Романович разом з матір'ю Анною після смерті батька знайшов прихисток у короля Угорщини в Буді і повернувся в 1212 році до Галича із угорською військовою дружиною. Відповідно подібні військові форпости угрів  (так колись на Русі називали угорців-мадярів і верховинців Закарпаття) виникли на захід від Галича — нині Старий Угринів Калуського району, і на сході — тепер Угринів біля Підгайців на Тернопільщині. Ще два поселення з назвою Угринів є на південь від древнього Володимира — Угринів біля Сокаля на Львівщині, а на сході від столичного Володимира — Угринів біля Горохова на Волині.
Перша письмова згадка про Угринів датується 1440 роком; в цьому документі, виданому в Буді, король Польщі та Угорщини Владислав III Варненчик уповноважив литовського князя і спадкоємця руського Миколая Параву із Любліна прийняти у володіння з рук шляхтича із давнього польського роду Пйотра Одровонжа декілька сіл, зокрема Угринів, Ямницю, Калуш, Братківці та інші (через 10 років Миколай Парава загинув разом з Петром Одровонжом 6 вересня 1450 року в бою під «Красним полем»)
За Королівською люстрацією 1565 року в селі налічувались 6 кметів-господарів, господарство вдови, 3 порожні дворища, 2 загородники, корчмар (отже, була корчма) і піп (отже, була й церква).
Перша письмова згадка про Угринівський монастир стосується 1612 року, де мова йде про Преподобного Йова Княгиницького (родом з Тисмениці) та Преподобного Феодосія (родом з Галича) — засновників-будівничих нової обителі  Манявського скита. На захід від Угринова, на північ від села Загвіздя і південніше села Рибне, є гора Угринів, а поряд з нею урочище Монастир (на австрійській мапі 1880-го року показані три будівлі та контури монастирських угідь з написом «Manaster»).
Село позначене на мапі 1650 року, виданій у Данціґу В. Гондіусом «Delineatio specialis et accurata Ukrainae. Cum suis Palatinatibus ac Distictibq, Provincycq adiacentibus» («Спеціальний і докладний план України разом з належними до неї воєводствами, округами та провінціями»), яка складалася з 8 аркушів. Ця карта — основна картографічна праця французького інженера і військового картографа Гійома Левассе́рa де Бопла́нa (Guillaume Le Vasseur de Beauplan), на якій зображені українські землі в період з початку 1630-х до 1637 року. На цій карті на березі р.  Бистриці (Bistris R.) посередині між містами Галичем (Halicz) і Тисменицею (Tiszmenicza) є село з назвою «Oriniw».
У березні 1722 року в Угринові перебував гетьман Пилип Орлик, де мав зустріч з Томашем Заленським, що був особистим духівником воєводи Юзефа Потоцького та ректором Станіславської колегії, з яким домовився про таємне листування із своєю дружиною і дочками.
З 1835 до 1848 року священником в Угринові був Григорій Шашкевич (1809-18.08.1888) — стрийко Маркіяна Шашкевича. 1848 року о. Григорій Шашкевич став співзасновником і заступником голови Станіславської Окружної Руської Ради — філії Головної Руської Ради у Львові, а згодом Послом до Австрійського парламенту (райхстагу).
6 листопада 1848 року о. Григорій Шашкевич разом із депутацією Головної Руської Ради подав цісареві Фердинандові такі вимоги від українців Галичини:
- Поділити Галичину на польську і українську провінції.
- Допустити створення української національної гвардії, легіону.
- Ввести українську мову в усіх школах і в усіх урядах української Галичини.
- Установити комісії для вирішення справ про ґрунти і ліси між дворами (поміщиками) і громадянами.
- Усунути урядовців, неприхильних нашому народові.
- Зрівняти в усіх правах греко-католицьке духовенство з духовенством латинським.

У 1845—1865 роках був радником Міністерства освіти у Відні, керував департаментом галицького шкільництва, був цензором шкільних підручників. По поверненні до Галичини став послом до Галицького сейму (1867 рік). Григорій Шашкевич відомий як пристрасний оборонець народної мови та противник москвофільської тенденції в письменстві, він є автором меморандуму, спрямованого проти проекту латинізації української писемності (1859). Був автором однієї з перших граматик української мови для народних шкіл (1862).
Перша відома світлина Угринова — палац графської родини Дуніних-Борковських в Угринові Долішньому — датована 1880-м роком, фотограф Tadeusz Artychowski (https://polona.pl/item-view/bae57bf8-0754-4900-a207-db28b1646aec?page=0).
Кінець ХІХ-го — початок ХХ-го століть знаменується в Угринові створенням філій «Просвіти» і потужного кооперативного господарства, організаторами якого стали Лазар Винничук і Йосиф Гурик, що були в різний час Послами до Галицького сейму від Станіславської округи. 
Лазар Винничук у жовтні 1918 року увійшов до складу Української Національної Ради, яка 9 листопада 1918 затвердила Західноукраїнську Народну Республіку (З.У.Н.Р.), що постала на українських землях Австро-Угорської імперії.
В кінці серпня 1920 року в садибі Йосифа Гурика перебував Головний отаман військ УНР Симон Петлюра.
Пластовий гурток в Угринові постав 15 листопада 1926 року, гурток належав до 45 куреня імені Святослава Завойовника, що в основному базувався в Павелчі. Наставником угринівського гуртка був Микола Третяк з Павелча. До цього гуртка входили Терешкун Лазар, Саведчук Михайло, Столярчук Остап, Саведчук Роман, Якубчак Адам, Саведчук Федь, Маланюк Богдан, Кардаш Іван, Терешкун Іван, Вівчарено Остап, Вівчаренко Юрко. Але угринівські хлопці перебували також в інших гуртках пластунів, зокрема, Лазар Пахольчук, що навчався в гімназії в Станиславові.
2 січня 1927 році в Угринові-Долішньому створено "Пожарно-рахункове Товариство "Сокіл". Засновниками Товариства стали: Іван Обідняк, Матей Іванців, Дмитро Іванців, Іван Грицак, Василь Мороз, Юрко Білоус, Михайло Клюнь, Павло Дуткевич, Василь Іванців.
У 1928 році в Угринові Долішньому збудований Народний дім, що на той час був найбільшим у Станиславівському повіті.
У 1920-30-х роках в Угринові було чотири великі господарства, два з яких колишні поміщицькі маєтки графської родини Дуніних-Борковських (Парцеляція, сад і молочна ферма на Клузові) і Бужинських (Шляхта). Новими стали кооперативне господарство, створене Лазаром Винничуком та Йосифом Гуриком, а також господарство Владислава Чаплі (нині готель "Галицька садиба", де були сад, рибний став і печі для випалювання цегли і вапна).
До 1945 р. село було офіційно поділено на три частини: Угринів Долішній (Uhrynów Dolny), Угринів Шляхетський (Uhrynów Szlachecki) та Угринів Горішній (Uhrynów Górny) і належало до Станиславівського повіту, а з 1940 р. — до Станіславського району. До 1945 р. це були три окремі громади зі своїми управами і своїм окремим громадським і культурним життям. У кожному з цих сіл була початкова школа, читальня «Просвіти», кооперативна крамниця. При читальнях «Просвіти» діяли аматорські гуртки. Треба згадати, що Угринів Шляхетський прилягав до колишнього фільварку дідича Бужинського і там жили в більшості поляки, а власне римо-католики. Натомість в селах Угринові Горішньому і Долішньому жило біля 90 відсотків українців.
Влітку 1950 року за вбивство дільничного міліціонера в Угринові Горішньому заложниками стали 100 осіб — 27 угринівських родин виселили до Сибіру.
На зламі 1940/50-х років село було у складі Станіславського району, в середині 1950-х входило до складу Богородчанського району, на зламі 1950/60-х — до Лисецького району Станіславської області. З 6 грудня 1966 року це вже село Івано-Франківського району (із адміністративним центром в м. Івано-Франківську, райком компартії і райвиконком знаходились в Угорниках). У 1967-му році на території Угринівської сільської ради діяло три школи: Угринівська восьмирічна школа № 1 в Угринові-Долішньому, Угринівська восьмирічна школа № 2 в Угринові-Горішньому та Клузівська початкова школа (до 1970-го року). 
У 1960-х роках в Угринові збудовані Івано-Франківський шиноремонтний завод та Івано-Франківська автобаза № 2 Міністерства промислового будівництва УРСР. 
«Історія міст і сіл Української РСР в 26 томах. Івано-Франківська область», що була видана у радянські часи в 1971 р. публікує таку інформацію: «Угринів — село, центр сільської Ради, розташоване від районного центру за 4 км. Через село проходять автомагістраль і залізниця Івано-Франківськ — Львів. Населення — 2208 чоловік. Сільраді підпорядковане село Клузів. Радгосп „Комсомолець“ має 1700 га земельних угідь. Виробничий напрям — молочне тваринництво та овочівництво. В Угринові — 2 восьмирічні школи, 2 бібліотеки, 2 клуби, 2 медпункти. Вищу й середню освіту здобули 250 вихідців села. Вперше згадується село 1440 року. На території села знайдено крем'яні знаряддя праці доби міді. В 1648—1654 pp. загін повстанців села й навколишніх місць під керівництвом С. Малишковича брав участь у боротьбі проти польської шляхти».
В кінці 1970-х - на початку 1980-х на угринівських землях збудовані Прикарпатський радіозавод (ДП ВО "Карпати"), Тролейбусне депо і Управління гірських річок. 
З 11 березня 1982 року район перейменований на Тисменицький із адміністративним центром в Тисмениці. 
Нині Угринів знову перебуває у складі Івано-Франківського району, утвореного 17 липня 2020 року в рамках адміністративно-територіальної реформи.

## Населення

### Мова
Розподіл населення за рідною мовою за даними перепису 2001 року:
| Мова            | Кількість | Відсоток |
| --------------- | --------- | -------- |
| українська      | 3204      | 99.29%   |
| російська       | 17        | 0.53%    |
| польська        | 2         | 0.06%    |
| румунська       | 1         | 0.03%    |
| інші/не вказали | 3         | 0.09%    |
| Усього          | 3227      | 100%     |

## Сучасність
Нині село входить до Івано-Франківського району. Сучасна Угринівська ОТГ об'єднує села: Горішній Угринів, Долішній Угринів і Клузів. Площа громади — 18,6 км² (є найменшою за площею сільською громадою України), населення — 3 395 мешканців (2020).
На території Угринівської ОТГ функціонують два заклади загальної середньої освіти: Угринівський ліцей (Угринів Долішній) та Угринівська гімназія (Угринів Горішний). Кожен із цих закладів містить дошкільний підрозділ: Угринівський ліцей — 5 дошкільних груп, Угринівська гімназія — 1 дошкільна група. Загальна чисельність здобувачів освіти — 578, з них 506 — учні ліцею, 72 — учні гімназії. Загальна кількість вихованців у дошкільному підрозділі ліцею — 149, у дошкільному підрозділі гімназії — 22. Кадрове забезпечення ЗЗСО — 111 працівників, з них — 78 педагогічних та 33 непедагогічних. На базі закладів освіти функціонують групи подовженого дня, у 2020—2021 н.р. їх було 4. У 2021—2022 н.р. свою роботу розпочне Угринівська дитяча школа мистецтв, з орієнтовним контингентом учнів — 80-85 осіб.
Культурними осередками є Будинок культури в Угринові Долішньому і клуб на Горішному Угринові. Працює дві бібліотеки. На балансі громади — три футбольні команди в Угринові Горішному, Угринові Долішньому і на Клузові.
Медичну допомогу мешканці ОТГ мають змогу отримувати в сучасному Центрі первинної медико-санітарної допомоги (збудований в 2019 р.).
Мешканці Угринівської ОТГ — віряни УГКЦ — мають змогу відвідувати храм Святого Архістратига Михаїла (мікрорайон Шляхта, між Угриновом Долішнім і Горішним), храм Пресвятої Трійці (с. Клузів), церкву Вознесіння Господнього в Угринові Долішньому (мікрорайон Парцеляція, збудований на землі, заповіданій о. Іваном Демушкою). Віряни Православної Церкви України мають змогу відвідувати храм Святого Миколая на Долина́х (вул. Тролейбусна). Церква Христа Спасителя на вулиці Галицькій належить громаді Біблійної місіонерської церкви. До пам'яток історії Угринова належить римо-католицький собор, збудований у 1931 році, що з 1947 року переданий до релігійної громади Святого Архістратига Михаїла.

## Відомі люди

### Народились
- Винничук Лазар — війт, директор початкової школи села, посол Галицького крайового сейму в 1895—1901, 1908—1914 роках, делегат Української Національної Ради ЗУНР[6][7]
- Гурик Йосиф — селянин, муляр (будівничий мостів у Станиславові), громадський діяч, посол до Галицького Сейму в 1889—1895, 1901—1907 роках.[8]
Обидва діячі були організаторами великого кооперативного господарства, померли обоє в рідному селі.

- Теодор Федик (1873—1949) — український канадський народний поет.
- Ідзьо Віктор Святославович— історик, редактор журналу «Українознавець», автор наукових статей на історичну тематику.
- Саведчук Михайло Михайлович (1916—1945) — стрілець УПА.
- Христина Стуй — українська легкоатлетка, бронзова призерка Олімпіади (2012).

### Померли
- Катамай Микола — український військовий діяч, хорунжий УПА, командир сотні «Стріла» ТВ-22 «Чорний ліс».